# Continuavano a chiamarli i due piloti più matti del mondo
Continuavano a chiamarli i due piloti più matti del mondo è un film del 1972 diretto da Mariano Laurenti.
Le riprese sono state girato presso l'aeroporto Vincenzo Florio, di Trapani-Marsala.

## Trama
Franco Franchini e Ciccio Ingrassetti sono due piloti della compagnia Linea Aerea Siciliana. Entrambi si ritrovano coinvolti nella fuga di Marisa, figlia del ricco imprenditore Torricelli, con il fidanzato. Il padre di lei infatti osteggia la loro unione. Alla fine anche i due piloti decidono di fare rotta verso le Bahamas in dolce compagnia.